# Hans Meyer (Keramiker)

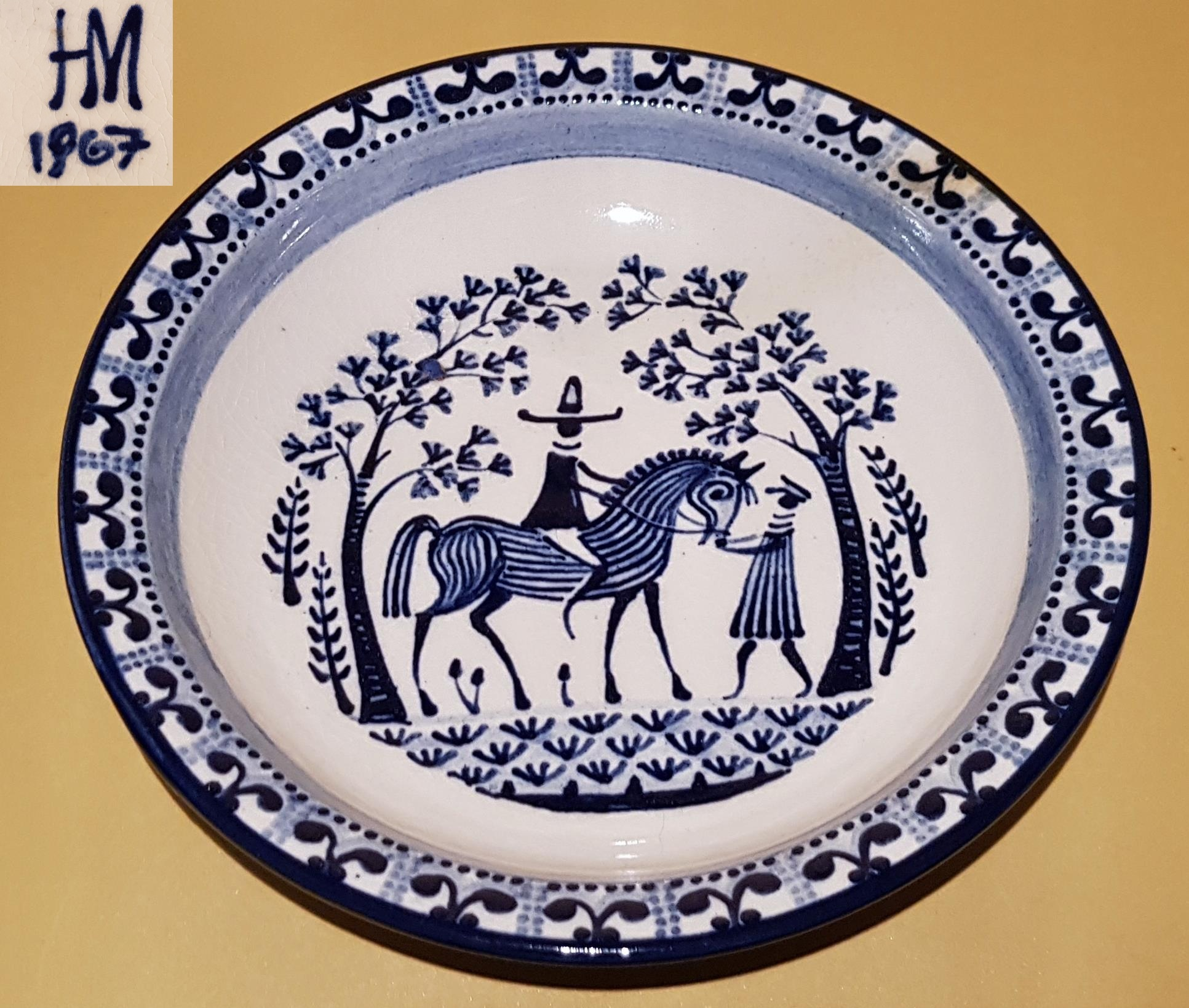
Zierteller von Hans Meyer mit der Signatur HM und mit der Jahreszahl 1967

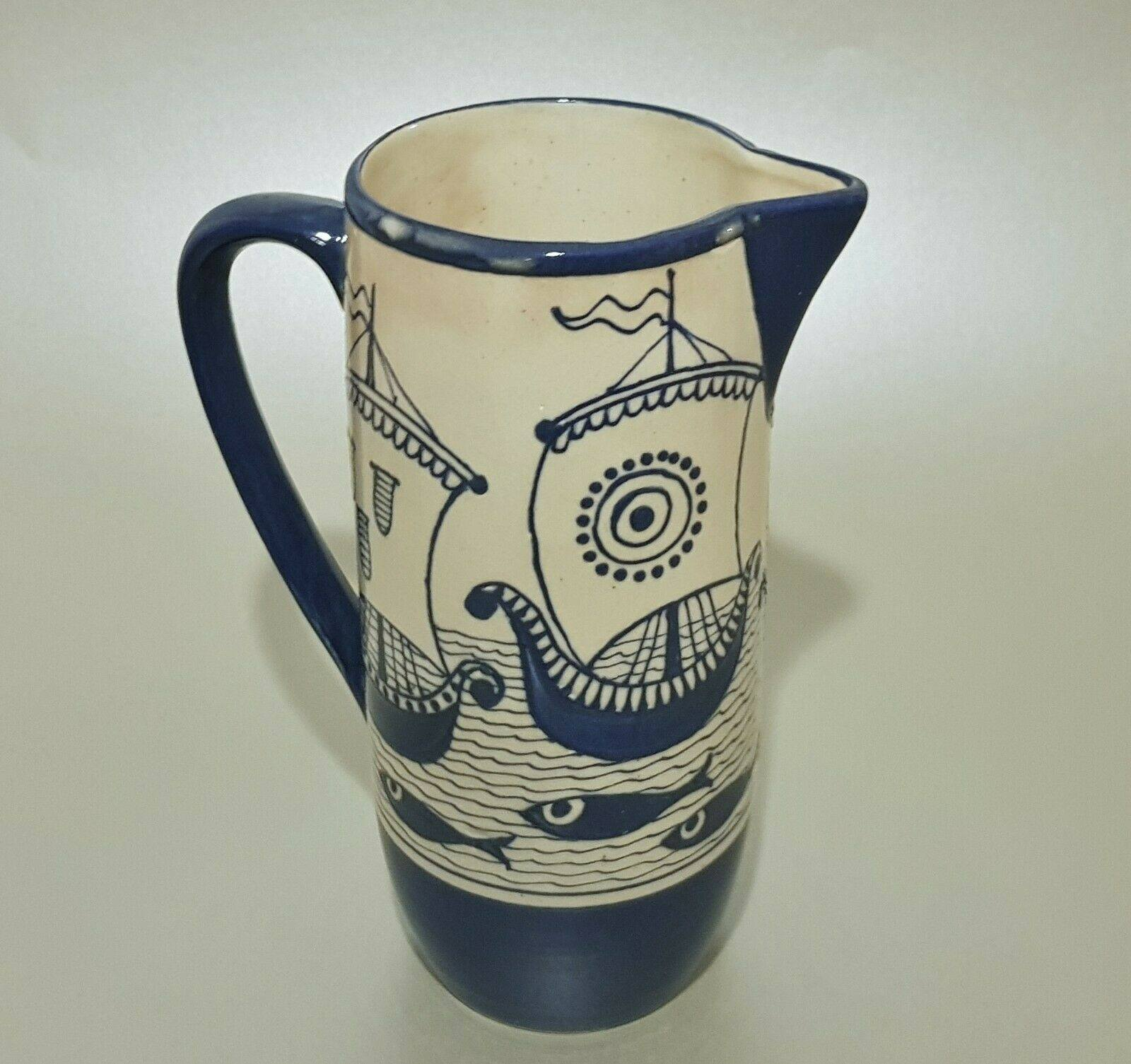
Krug von Hans Meyer

Hans Meyer (* 10. April 1925 in Dresden; † 31. Oktober 1982 in Bischofswerda) war ein deutscher Keramiker.

## Leben und Werk
Meyer absolvierte nach der Grundschule von 1940 bis 1943 in Dresden bei Villeroy & Boch eine Lehre als Keramikmaler und nahm dann als Soldat der Wehrmacht am Zweiten Weltkrieg teil. Nach er Entlassung aus der Kriegsgefangenschaft zog er nach Bischofswerda, und er arbeitete dort und in Kamenz und Meißen, u. a. in einer „Bunt- und Braungeschirrtöpferei“, in seinem Beruf. Daneben besuchte er von 1948 bis 1953 an der Volkshochschule kunst- und literaturgeschichtliche Kurse. Ab 1953 war er Form- und Dekorgestalter in der Kamenzer Tonwarenfabrik Piesche & Reif.
1955 begann er Kleinplastiken herzustellen. Er entdeckte für sich die alte Töpfertradition der Tonspielzeugherstellung und schuf aus Ton seine ersten Spielzeugpferdchen.
Von 1961 bis 1970 war Meyer freischaffend in Neukirch Mitarbeiter der Töpferei Lehmann, und ab 1971 hatte er in Bischofswerda eine eigene Werkstatt.
Seine keramischen Arbeiten, mit Vorliebe mit Engobe-Malerei, zeigen Meyers Bindung an die Volkskunsttraditionen der Oberlausitz. „Seine figürlichen, linearen und architektonischen Malereien sind von Alltagsthemen geprägt.“
Als Auftragsarbeiten von Kinderärzten schuf er u. a. figürliche Keramiken zum Spielen für Kinder.
Meyer war ab 1960 Mitglied des Verbands Bildender Künstler der DDR. Er hatte in der DDR und im Ausland eine bedeutende Zahl von Einzelausstellungen und Ausstellungsbeteiligungen, u. a. 1962/1963, 1972/1973 und 1977/1978 an der Fünften Deutschen Kunstausstellungen und der VII. und VIII. Kunstausstellung der DDR in Dresden. Arbeiten Meyers befinden sich in vielen Museen und Sammlungen des In- und Auslands, u. a. im Kunstgewerbemuseum und im Museum für Sächsische Volkskunst Dresden.
Mayers Werkstatt wird jetzt von seinem Sohn Hans-Peter Meyer (* 1947) geführt.

## Ehrungen
- 1962: Ehrendiplom der Internationalen Keramikausstellung in Prag
- 1964, 1965 und 1966: Ehrendiplome der Internationalen Keramikausstellung Faenza

## Postume Einzelausstellung
- 2012: Bischofswerda, Rathaussaal („Keramische Malerei“; mit Hans-Peter Meyer)